# 潮まきこ
潮まきこ（うしお まきこ、1974年8月6日 - ）は、1990年代半ばに放送されたTBSラジオ「シンデレラドリーム ミッドナイト☆パーティー」のパーソナリティ。神奈川県出身。本名は牛尾真紀子（当時）。
1993年9月、TBSラジオ主催の第1回シンデレラドリームオーディションに合格。10月からスタートした同局の深夜番組「シンデレラドリーム ミッドナイト☆パーティー」でデビュー、額村麻裕とともに月曜深夜（火曜未明）の担当だった。しかし、番組内のニュースコーナーのコメンテーターとの絡み合いなどで年末に突如降板。番組開始・デビューからわずか3ヶ月で降板、最も早く短命のミッドナイト☆パーティーシンデレラ卒業となった。
シンデレラ卒業後は、2001年に番組開始当時リスナーだった人のホームページの掲示板にNTT東日本に勤務との自身の書き込みが唯一の情報だった。

## 出演番組
- シンデレラドリーム　ミッドナイト☆パーティー（TBSラジオ・1993年10月～12月）　月曜深夜（火曜未明）担当